# Славуцкий, Давид Аронович
Давид Аронович Славуцкий (1925—2007) — советский врач-хирург и организатор здравоохранения, кандидат медицинских наук (1970), главный хирург города Королёва, член  специальной комиссии по отбору кандидатов в отряд космонавтов по космической программе «Восход». Заслуженный врач Российской Федерации (1996) и Заслуженный работник здравоохранения Российской Федерации (2004). Почётный гражданин Королёва (1998).

## Биография
Родился 10 ноября 1925 года в Москве.

### Участие в Великой Отечественной войне
С 1943 года призван в ряды РККА и направлен для прохождения обучения на краткосрочных курсах во Второе Московское пулемётное училище, после окончания которого был участником Великой Отечественной войны в составе частей 101-й гвардейской стрелковой дивизии. Воевал на Карельском фронте, в 1944 году в ходе боя и миномётного обстрела получил тяжёлое осколочное ранение лица и плеча, после чего долго лечился в военных госпиталях и получив инвалидность был демобилизован из Красной армии. В 1944 году за мужество и героизм в период войны был награждён Медалью «За отвагу».

### Основная деятельность
С 1947 по 1953 год обучался во Втором государственном медицинском институте по окончании которого с отличием получил специальность врача-хирурга. С 1953 года направлен в город Королёв и начал работать в Центральной городской больнице №1 в должности врача-хирурга. С 1955 по 1967 год Д. А. Славуцкий был организатором и первым руководителем первого в Советском Союзе отделения переливания крови, одновременно с  1967 по 1973 год  являлся — заведующим травматологического отделения. В 1970 году  защитил диссертацию на соискание учёной степени кандидат медицинских наук по теме «Закрытая травма плечевого сплетения». С 1973 по 1990 год — являлся заведующим хирургическим отделением, главным хирургом Центральной городской больнице №1 и главным хирургом города Королёва,  Д. А. Славуцкий был лечащим врачом конструкторов космической техники, таких как:
С. П. Королёв, А. М. Исаев, В. П. Мишин и Б. В. Раушенбах.

### Участие в Космической программе
С 1964 года Д. А. Славуцкий входил в состав специальной комиссии по отбору
кандидатов на космический полёт  в отряд космонавтов от ЦКБ экспериментального машиностроения и от представителей предприятий проектирования ракетно-космической техники и организаций Академии наук СССР по космической программе серии многоместных космических кораблей для полётов на околоземной орбите «Восход».
Указом Президента России «За заслуги в области  здравоохранения и многолетнюю добросовестную работу» Д. А. Славуцкому 21 ноября 1996 года было присвоено почётное звание Заслуженный врач Российской Федерации, а 11 декабря 2004 года — Заслуженный работник здравоохранения Российской Федерации.
Скончался 7 апреля 2007 года в Москве, похоронен на Донском кладбище.

## Награды
- Орден Отечественной войны I степени (06.04.1985)[9]
- Орден Трудового Красного Знамени (24.06.1948)
- Медаль «За отвагу» (22.07.1944)[2]
- Медаль «За победу над Германией в Великой Отечественной войне 1941—1945 гг.» (1945)

### Звания
- Заслуженный врач Российской Федерации (1996)[7]
- Заслуженный работник здравоохранения Российской Федерации (2004)[8]
- Почётный гражданин Королёва (1998)[10]

## Память
- 28 сентября 2012 года у входа в главный корпус городской больницы № 1 города Королёва была открыта мемориальная доска Д. А. Славуцкому[11][12]